# Парламентские выборы на Сент-Люсии (2006)
Парламентские выборы на Сент-Люсии проходили 11 декабря 2006 года. Выборы закончились победой Объединённой рабочей партии под руководством Джона Комптона. ОРП получила 11 из 17 мест Палаты собрания, Джон Комптон стал премьер-министром.

## Предвыборная ситуация
На двух предыдущих выборах 1997 и 2001 годов Лейбористская партия одерживала победы, причём на выборах 2001 года она получила 14 мест парламента, тогда как у Объединённой рабочей партии оказалось всего 3.
Однако в 2005 году Джон Комптон вернулся в политику и вновь стал лидером Объединённой рабочей партии. Комптон в своё время в 1979 году привёл Сент-Люсию к независимости и был её премьер-министром с 1982 года до 1996 года, когда ушёл на пенсию. Комптон победил Вогана Льюиса на партийных выборах и возглавил партию. Льюис позже перешёл к лейбористам и на выборах 2006 года выступал на их стороне.
На довыборах в столице страны Кастри в марте 2006 года, которые рассматривались как начало основной предвыборной кампании для последующих декабрьских выборов, победу одержал независимый кандидат Ричард Фредерик. Он занял место, которое ранее в течение последних двух выборов оставалось за Лейбористской партией. Позже Фредерик вошёл в Объединённую рабочую партию и выступал на декабрьских выборов на её стороне.

## Результаты
Объединённая рабочая партия одержала победу, получив 11 мест парламента из 17. Хотя партия получила большинство мест, она набрала лишь на 2 тыс. голосов больше, чем Лейбористская партия. После выборов 81-летний Джон Комптон сменил лейбориста Кенни Энтони на посту премьер-министра.
| Партия                                           | Голоса  | %     | Места | +/- |
| ------------------------------------------------ | ------- | ----- | ----- | --- |
| Объединённая рабочая партия                      | 38,894  | 51.3  | 11    | +8  |
| Лейбористская партия                             | 36,604  | 48.3  | 6     | –8  |
| Независимые                                      | 258     | 0,3   | 0     | 0   |
| Недействительных/пустых бюллетеней               | 1 775   | –     | –     | –   |
| Всего                                            | 75,756  | 100   | 17    | 0   |
| Зарегистрированных избирателей/Явка              | 151 466 | 58.5% | –     | –   |
| Источник: Summary election results – 11 Dec 2006 |         |       |       |     |